# Ulrik Lundgren
Ulrik Lundgren, född den 20 november 1790 i Österåker, död den 20 mars 1870 i Eskilstuna, var en svensk präst, läroboksförfattare och nykterhetsfrämjare, far till Johan Erik Lundgren. 

## Biografi
Lundgren blev student vid Uppsala universitet 1814, prästvigd 1815, 1820 "skolpräst" i Kumla, Närke (skalden Franzéns dåvarande pastorat), 1830 regementspastor vid Närkes regemente och 1832 kyrkoherde i Östra Ryd i ärkestiftet samt erhöll 1837 Eskilstuna, Kloster och Fors regala pastorat. Han bekämpade med framgång dryckenskapen i detta industrisamhälle och utgav anonymt den lilla skriften Brännvinet. Kateches, tillegnad nu varande riksdagsmän och andra patrioter (1840), som spreds kring landet av Peter Wieselgren. Lundgren skrev en prisbelönt Biblisk historia (1830; 9:e upplagan 1874) och utgav Luthers lilla katekes med förklaring (1836; 3:e upplagan 1860).